# Simon Dennis
Simon John Dennis (Henley-on-Thames, 24 agosto 1976) è un ex canottiere britannico.

## Palmarès

### Olimpiadi
- 1 medaglia:
  - 1 oro (Sydney 2000 nell'otto)